# Asesinatos en la calle Arnon
Los Asesinatos en la calle Arnon, también conocidos como los asesinatos en la calle Arnon o la masacre en la calle Arnon, fueron masacres que involucró a agentes de policía que tuvo lugar el 1 de abril de 1922 en Belfast, Irlanda del Norte. Seis civiles católicos, tres de ellos en Arnon Street, fueron asesinados a tiros o golpeados por hombres que irrumpieron en sus casas. Se cree que fueron agentes de policía quienes llevaron a cabo el ataque, miembros de la Policía Especial del Úlster (USC) o de la Policía Real Irlandesa (RIC), en represalia por el asesinato de un oficial de la RIC a manos del Ejército Republicano Irlandés (IRA).

## Antecedentes
Aunque la Guerra de Independencia de Irlanda terminó oficialmente en julio de 1921, el conflicto del Ejército Republicano Irlandés con las fuerzas unionistas británicas e irlandesas continuó en Irlanda del Norte y se intensificó en la primera mitad de 1922. El IRA del Úlster, con la ayuda tácita pero secreta de Michael Collins ( jefe del nuevo Estado Libre Irlandés) continuó librando una guerra de guerrillas en Irlanda del Norte. Según el historiador Alan Parkinson, aunque "el IRA tuvo algunos éxitos a corto plazo. el principal efecto de esta intensa campaña fue desatar una terrible reacción contra la población católica de Belfast". Apenas una semana antes del incidente de Arnon Street, agentes de policía –ya sea de la Policía Real Irlandesa (RIC) o de la Policía Especial del Úlster (USC)– habían matado a seis civiles católicos en los asesinatos de McMahon.
En la noche del 1 de abril, un agente del RIC llamado George Turner estaba patrullando Old Lodge Road cuando fue asesinado por un francotirador. El IRA negó cualquier implicación en el asesinato del PC Turner.

## Asesinatos
Unos diez agentes de policía de Brown Square Barracks, al enterarse del asesinato de Turner, tomaron un vehículo blindado Lancia y recorrieron zonas católicas. Mientras descendían del vehículo, los testigos los escucharon gritar "Sáquenles las tripas por el asesinato de Turner". La primera víctima fue John McRory (40), que vivía en Stanhope Street, frente a donde le dispararon al PC Turner. La policía irrumpió en su casa y lo mató a tiros en su cocina. En Park Street, Bernard McKenna (42), padre de siete hijos, fue asesinado mientras yacía en su cama. Finalmente, la policía llegó a Arnon Street.
William Spallen (70) vivía en el número 16 de Arnon Street y acababa de regresar del funeral de su esposa. Su nieto de 12 años, Gerald Tumelty, presenció su muerte: "Dos hombres entraron en la habitación, uno vestía uniforme de policía. Le preguntaron a mi abuelo su nombre y él dijo William Spallen. El hombre vestido de civil disparó tres tiros contra Cuando grité, dijo: "Acuéstate o te dispararé". Tumelty dijo que los asesinos se llevaron £ 20 que su abuelo tuvo que pagar para el funeral de su esposa.
Luego, los atacantes utilizaron un mazo para irrumpir en la casa de al lado, donde encontraron a Joseph Walsh (39) en la cama con su hijo Michael de siete años y su hija Bridget de dos años. Joseph Walsh fue asesinado a golpes con un mazo, mientras que Michael Walsh recibió un disparo y murió a causa de sus heridas al día siguiente. Otro hijo, Frank (14), recibió un disparo en el muslo pero sobrevivió. Un hombre local, George Murray, describió las consecuencias del ataque: "Uno de los tres policías tenía pistolas y los otros dos tenían pistolas. Estos hombres se marcharon. Inmediatamente después, siete hombres armados, cinco con uniforme de policía y dos vestidos de civil. - ingresó" . Más tarde esa noche, otro católico, John Mallon (60), fue asesinado a tiros en Skegoneill Avenue.

## Consecuencias
La prensa sindical, el Belfast Newsletter y el Belfast Telegraph, condenaron los asesinatos pero no identificaron a los asesinos como agentes de policía. El Irish Independent, con sede en Dublín, escribió que "nunca, ni siquiera en el peor estado de terror en el oeste y el sur, se ha experimentado el estado de cosas que ahora prevalece en la capital del Norte". Michael Collins envió un telegrama enojado al primer ministro de Irlanda del Norte, James Craig, exigiendo una investigación conjunta sobre las muertes de acuerdo con la Cláusula 5 del Pacto Craig-Collins recientemente firmado. No se llevó a cabo ninguna investigación conjunta de este tipo.
Al igual que con los asesinatos de McMahon una semana antes, había fuertes sospechas de que un inspector detective del RIC, John William Nixon, que operaba desde el cuartel de la policía de Brown Street, había organizado el ataque. Nixon y varios otros oficiales no se presentaron para pasar lista en el cuartel inmediatamente después de los asesinatos. Según el escritor histórico irlandés Tim Pat Coogan, "en la atmósfera de la época, ni Craig ni los británicos podían ni querían procesar o investigar a esos hombres sin el riesgo de una reacción grave entre la Policía Especial". El obispo de Belfast, McCrory, no tenía ninguna duda de que se había encubierto el caso de los asesinatos de Arnon y declaró: "Creo que ni un solo hombre será arrestado".
Según Parkinson, "el crudo sectarismo de muchos actos violentos durante este período no se limitó a incidentes a gran escala como los de Arnon Street o los asesinatos de McMahon, ni siquiera a ningún grupo político o religioso". Por ejemplo, el día antes de los asesinatos de Arnon Street, se cree que los católicos fueron responsables de arrojar una granada a través de la ventana de la casa del protestante Francis Donnelly, matando a su hijo Frank de dos años e hiriendo fatalmente a otro hijo, José (12).
Según el recuento del historiador Robert Lynch, un total de 465 personas murieron en Belfast en el conflicto de 1920-22 y otras 1.091 resultaron heridas. De los muertos, 159 eran civiles protestantes, 258 civiles católicos, 35 eran fuerzas británicas y 12 eran voluntarios del IRA.